# ʿAbd al-ʿAzīz Āl asch-Schaich

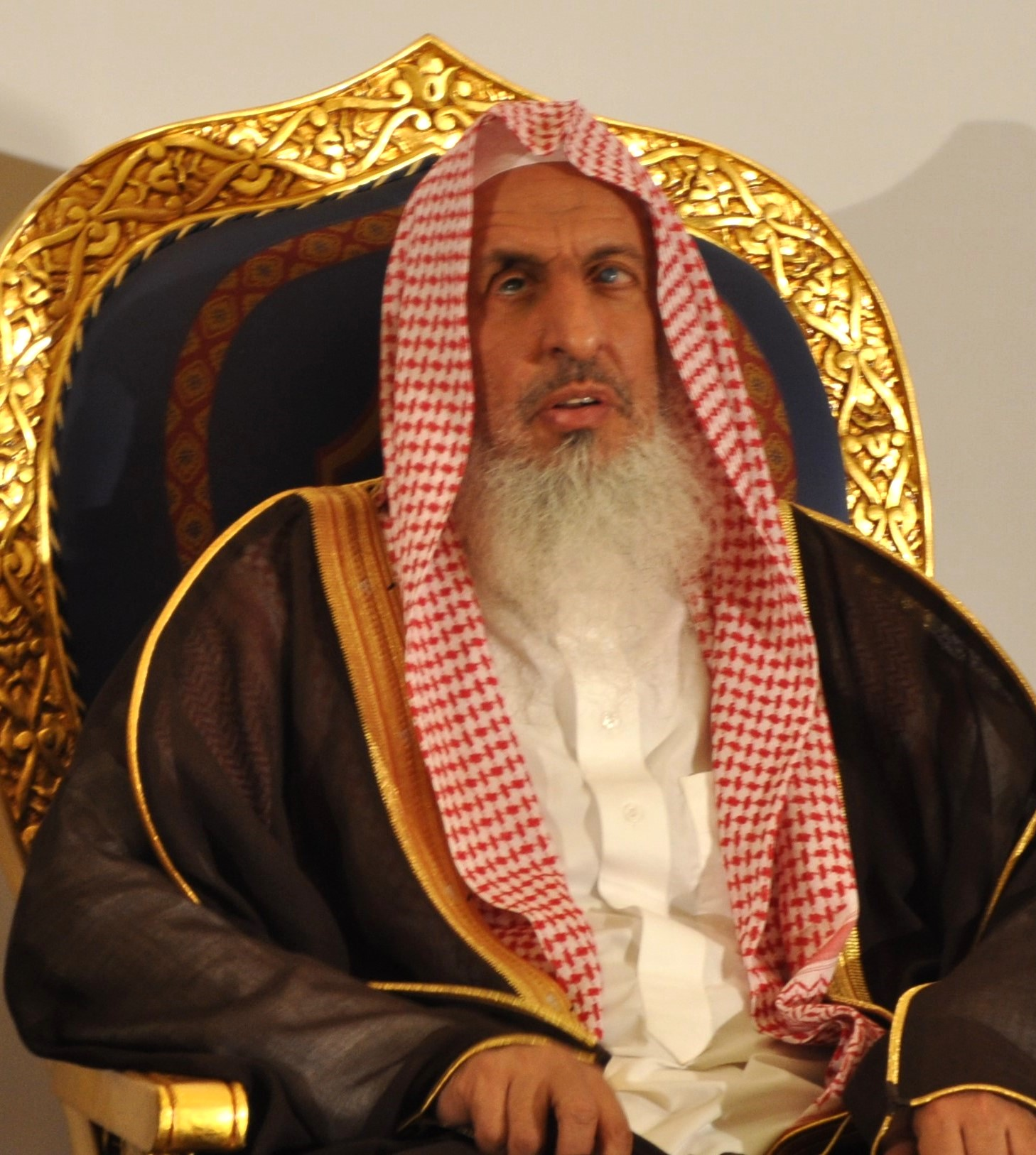
ʿAbd al-ʿAzīz ibn ʿAbdallāh Āl asch-Schaich (2012)

ʿAbd al-ʿAzīz ibn ʿAbdallāh Āl asch-Schaich (arabisch عبد العزيز بن عبد الله آل الشيخ, DMG ʿAbd al-ʿAzīz ibn ʿAbdallāh Āl aš-Šayḫ; * 10. Februar 1943 in Riad) ist ein saudi-arabischer Mufti. Er bekleidet das Amt des stellvertretenden Justizministers und ist Präsident der Religionspolizei in Saudi-Arabien mit Sitz in Riad.

## Ausbildung und Karriere
Im Alter von 12 Jahren erlangte er den Status des Hafiz, d. h., er lernte den ganzen Koran auswendig. Des Weiteren lernte er die Sahih Hadith aus den Al-Kutub as-sitta auswendig, die sechs Hadith-Bücher des sunnitischen Islams. Im Jahre 1961 erblindete er. Sein Studium beendete er 1963 in Mekka. Die Funktionen eines Imam und eines Chatib, später auch eines Alim nimmt er seit 1970 wahr. Von 1971 bis 1991 unterrichtete er an der Scharia-Fakultät in Riad (seit 1974 Imam Muhammad ibn Saud Islamic University). Er ist seit 1986 Mitglied des Hohen Rates der Ulama in Saudi-Arabien und gehört seit 1991 dem dortigen Ständigen Komitee für Rechtsfragen an. Er wurde 1995 zum Stellvertreter von Abd al-Aziz ibn Baz berufen und trat 1999 dessen Nachfolge an.
Er ist ein Nachfahre von Muhammad ibn Abd al-Wahhab und entstammt der Familie Al asch-Schaich, die traditionell die religiösen Autoritäten des saudischen Königreichs stellen.
Seit 1993 beantwortet er Anruferfragen bei der Radiosendung Noorun 'alad-Darb. Der Mufti tritt im Fernsehen bei dem 2003 gegründeten religiösen Sender Al Majd TV auf.
Anfang 2009 wurde der ehemalige Präsident der Religionspolizei, Ibrahim Bin Abdullah Al-Ghait, auf Anordnung von König Abdullah durch den stellvertretenden Justizminister Abd al-Aziz bin Abdullah Al asch-Schaich ersetzt. Dieser gilt als moderater und offener für Reformen.

## Positionen
In einer Fatwa im Jahre 2000 verbot er in Saudi-Arabien Barbiepuppen, da diese eine Hetze gegen den Schleier darstellten, und verbot gleichzeitig Pokémonspielkarten, da diese zum Glücksspiel verleiten würden. Er empfahl auch allen Muslimen weltweit, sich nicht an Aprilscherzen zu beteiligen, da diese Sünde seien, da Muslime auch aus Spaß nicht lügen sollen.
In einer Fatwa vom März 2004 forderte der Großmufti ein vollständiges gesetzliches Verbot des Miteinanders von Männern und Frauen außerhalb der Familie. Dabei bezog er sich auf eine Konferenz, die saudische Wirtschaftsexpertinnen im Wirtschaftsclub von Dschidda abgehalten hatten, bei welcher Frauen und Männer teilweise gemeinsam im selben Raum teilgenommen hatten. In der Fatwa erklärte er:

„Unverschleierte Frauen öffnen das Tor zum Bösen und zum Schlechten. […] Mich schmerzt es, dass ein solches schamloses Verhalten ausgerechnet in Saudi-Arabien geschehen ist, dem Land der Zwei Heiligen Moscheen, dessen Führer immer die Scharia ohne Furcht vor Kritik der Ungläubigen befolgt haben.“

Seit diesem Vorfall wird er von lokalen, westlich orientierten Medien als ein Gegner der Frauenemanzipation in Saudi-Arabien bezeichnet, die Frauenarbeit außerhalb des Hauses hat er oft als „verhängnisvollen Boden“ bezeichnet.
Beim Haddsch im Jahre 2004 hat der Mufti zur „gnadenlosen Erdrückung“ des im Namen des Islam begangenen Terrors aufgerufen. Der Islam verbiete jegliche Art von Gewalt in all ihren Formen, er verbiete die Entführung von Flugzeugen, Schiffen und anderen Verkehrsmitteln, des Weiteren verbiete er alle Handlungen, die die Sicherheit der Gesellschaft untergraben.
In einer Fatwa im April 2005 erklärte er die Zwangsehe für verboten und forderte eine schärfere Kontrolle und Bestrafung durch die Justiz, da die Zwangsehe gegen den Islam verstoße und der Prophet Muhammed einem Hadith zufolge eine Zwangsehe annullieren ließ.
2006 bezeichnete er das Papstzitat von Regensburg als Lügen, die zeigten, dass eine Versöhnung der Religionen unmöglich sei.
Im März 2008 setzte er sich öffentlich dafür ein, mehr Posten in der Justiz an Frauen zu vergeben; in der Justiz könne jeder arbeiten, der qualifiziert genug sei; eine Diskriminierung von Frauen liege nicht im Interesse der Gesellschaft und verstoße gegen die Gesetze des Islam. Des Weiteren gab er bekannt, Rechtsberatungsstellen eigens für Frauen einrichten zu wollen. Man müsse einen Weg finden, wie Frauen Richter erreichen können, ohne mit Männern in Kontakt zu kommen.
In einer Fatwa im März 2012 forderte der oberste Mufti, den Bau neuer Kirchen auf der arabischen Halbinsel zu verbieten sowie bereits existierende Kirchen zu zerstören in der Beantwortung einer Anfrage kuwaitischer Parlamentarier zur Rechtmäßigkeit eines kuwaitischen Gesetzes, das den Bau neuer Kirchen in Kuwait untersagen soll. Er beziehe sich dabei auf ein Hadith, das die parallele Existenz mehrerer Religionen auf der arabischen Halbinsel strikt ablehne.
Im Januar 2012 wurde von König Abdullah im Rahmen der gestarteten Reformen eine „moderate“ Gangart der Religionspolizei in Saudi-Arabien angekündigt. Abd al-Aziz bin Abdullah Al asch-Schaich verbot in diesem Zusammenhang den Einsatz von Freiwilligen im Dienst. Im April 2012 erließ er eine Anweisung, die es Religionspolizisten untersagt, Bürger zu belästigen. Gleichzeitig wurden entschlossene Maßnahmen gegen aufdringliche und gewalttätige Religionspolizisten angekündigt. Die Aufgabe der Religionspolizei sei es lediglich, auf Vergehen hinzuweisen. Frauen legte er nahe, aufdringliche Religionspolizisten bei der regulären Polizei anzuzeigen. Nur diese habe die Befugnis, rechtliche Schritte gegen Bürger einzuleiten.
In einer weiteren Fatwa erklärteʿAbd al-ʿAzīz ibn ʿAbdallāh Āl asch-Schaich 2015 das Schachspiel für unislamisch und versuchte, es zu verbieten.
Er leitet aus der Koransure im an-Nisā', Sure 4:34 ab, dass Frauen einer totalen Kontrolle unterstellt werden müssen. Alles andere wertet er als «Verbrechen gegen den Islam».
In zwei knappen Sätzen erklärte der Großmufti am 5. September 2016 rund 80 Millionen schiitische Muslime zu Ungläubigen – nämlich jene Muslime, die im Iran leben. "Wir müssen verstehen, dass sie keine Muslime sind", sagte der Geistliche der Tageszeitung Mekka, die in der gleichnamigen Stadt erscheint. „Ihre Feindschaft gegenüber den Muslimen ist alt, besonders gegenüber den Sunniten.“
Āl asch-Schaich bezeichnete die Iraner wörtlich als „Söhne der Magier“, also als Anhänger des Zoroastrismus. Mit einem solchen, im Islam als Takfir geschmähten Ausspruch ist es seinen Anhängern nun theoretisch erlaubt, derartig zu Ungläubigen erklärte Schiiten ungestraft zu töten. Sie gelten als vogelfrei.
Im November 2017 erklärte der Großmufti im Rahmen eines TV-Interviews, dass der Kampf gegen Israel unangebracht sei, und bezeichnete die Hamas als „Terrororganisation“. Diese Äußerung wird als Fatwa gewertet und von Israel als eine Geste der Annäherung begrüßt.